# Véraison

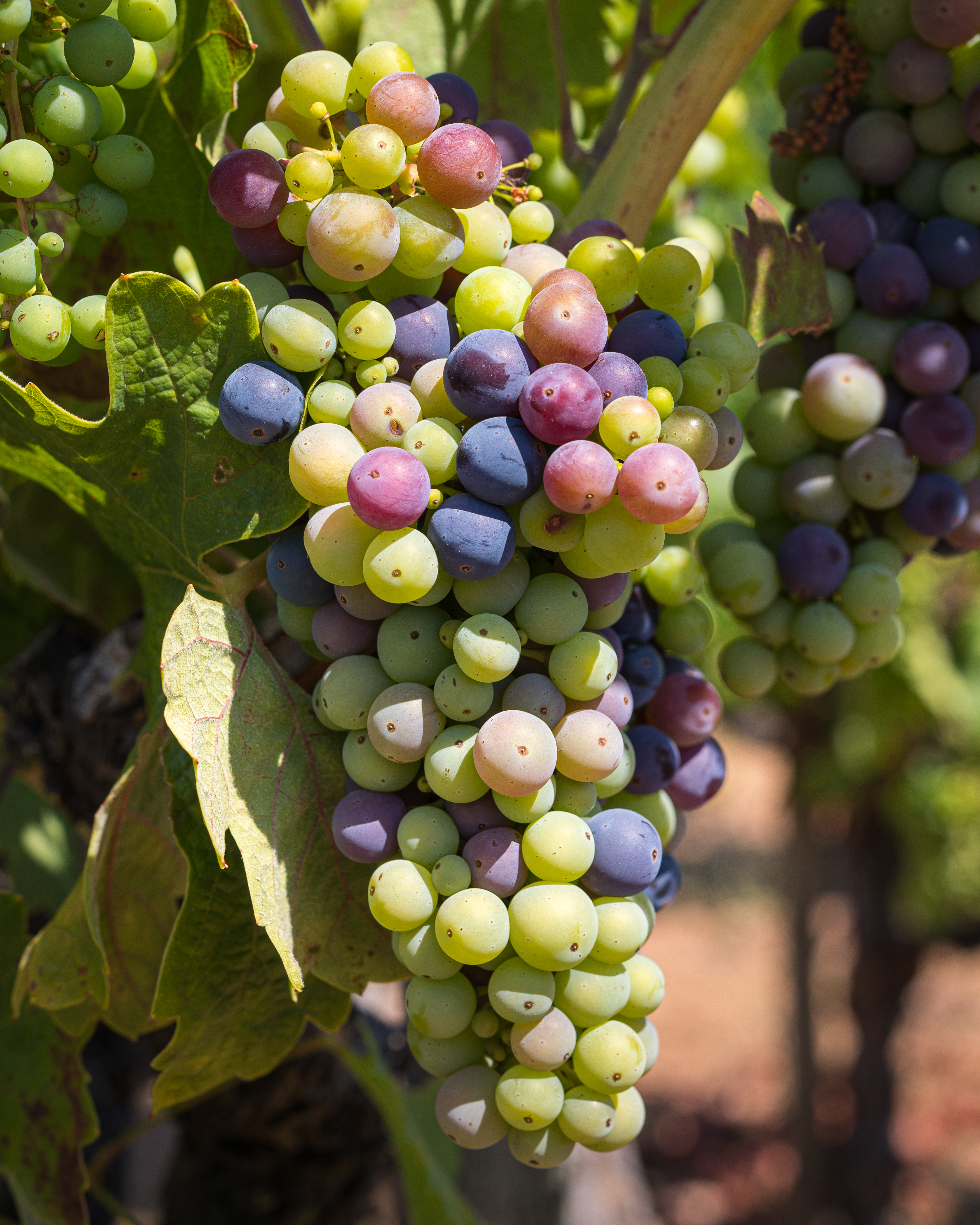
Weintraube mit Beeren der Rebsorte Zinfandel in der kalifornischen Weinanbauregion Dry Creek Valley AVA Ende Juli 2019: bei einigen Beeren hat die Véraison bereits eingesetzt, bei anderen hingegen noch nicht

Als Véraison [veʀɛzɔ̃] wird im Weinbau der Reifebeginn der Beeren bezeichnet, in dessen Zuge sich die Beeren aufhellen oder verfärben, ihr Zuckergehalt steigt und ihr Säuregehalt sich verringert. Im Vegetationszyklus der Weinrebe folgt die Véraison der Entwicklung von Blüten zu Beeren, wobei die Beeren vor Beginn der Véraison noch grün und hart sind und nur die Hälfte ihrer späteren Größe erreicht haben. Innerhalb der BBCH-Skala für Weinreben entspricht die Véraison dem Entwicklungsstadium 83.
Bei den Weißweinsorten färben sich die grünen Beeren grünweiß, weiß, gelb, gelbgrün, grau, rosa, rot oder purpur, bei den Rotweinsorten wandelt sich die Farbe von grün zu blau, violett oder schwarz.
Auf der nördlichen Erdhalbkugel beginnt die Véraison – abhängig von Rebsorte und Wetter – gewöhnlich Ende Juli / Anfang August, auf der südlichen Halbkugel im Januar. Die Véraison findet nicht bei allen Beeren gleichzeitig statt und hängt sowohl von pflanzlichen wie auch von Umwelteinflüssen ab. Die ersten Blüten entwickeln die ersten Beeren und bei diesen beginnt dementsprechend auch die Véraison zuerst. Darüber hinaus setzt die Véraison auch bei denjenigen Beeren zuerst ein, die einem besonders warmen Mikroklima oder leichtem Trockenstress ausgesetzt sind.
In der französischen Gemeinde Châteauneuf-du-Pape wird der Reifebeginn der Beeren alljährlich mit einer Fête de la véraison gefeiert.